# Jerzy Hausleber
Jerzy Hausleber (ur. 1 sierpnia 1930 w Wilnie, zm. 13 marca 2014 w Meksyku) – polski lekkoatleta (chodziarz), mistrz Polski, później wieloletni trener kadry narodowej Meksyku w chodzie sportowym.

## Kariera
Na mistrzostwach Europy w 1958 w Sztokholmie zajął 12. miejsce w chodzie na 20 kilometrów.
Był mistrzem Polski w chodzie na 10 kilometrów w 1954 i 1955, w chodzie na 30 kilometrów w 1955 i w chodzie na 20 kilometrów w 1959, a także wicemistrzem na 20 kilometrów w 1958. W 1956 zdobył złoto halowych mistrzostw Polski.
W 1955 na zawodach w Gdańsku ustanowił rekordy kraju na 5 dystansach (10 km, 20 km, 30 km, 1 godzina oraz 2 godziny).
Rekordy życiowe:
- chód na 20 kilometrów – 1:34:46 (22 sierpnia 1959, Gdańsk)[2]

Był zawodnikiem AZS Gdańsk, Floty Gdynia i Lechii Gdańsk.
Po zakończeniu kariery zawodniczej pracował jako trener. W 1966 wyjechał do Meksyku, gdzie objął kadrę chodziarzy, którą kierował do 2004. Jest twórcą wielu sukcesów zawodników meksykańskich; trenował takich chodziarzy, jak: José Pedraza, Daniel Bautista, Ernesto Canto, Raúl González, Carlos Mercenario czy Bernardo Segura. Od 1984 posiadał również obywatelstwo Meksyku.